# José de Armendáriz

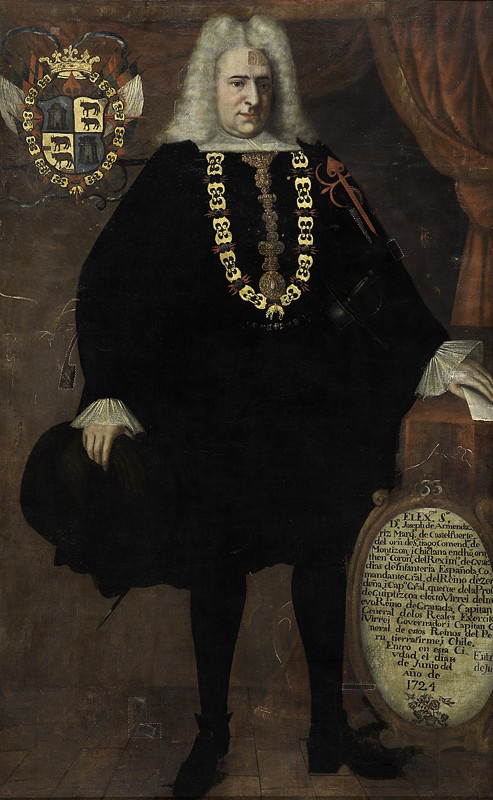
José de Armendáriz y Perurena.

José de Armendáriz y Perurena (Ribaforada, Navarra, 1670 - Madri, 1740) foi um soldado espanhol, administrador colonial e vice-rei do Peru de 14 de maio de 1724 até 4 de fevereiro de 1736.

## Início da carreira
Ele ingressou no exército e combateu na Guerra da Sucessão Espanhola, ao lado de Filipe V de Espanha; Participou ativamente nas campanhas em Nápoles, Sardenha, Rossilhão e Catalunha, além do cerco a Gibraltar. Filipe V concedeu a ele o título de Marquês de Castelfuerte em 5 de junho de 1711. Ele foi governador de Tarragona e Capitão-general de Guipúscoa. Também foi membro da Ordem do Tosão de Ouro e Ordem de Santiago.

## Como vice-rei do Peru
Em 1723 Filipe V o nomeou vice-rei do Peru, posição esta que ele assumiu em maio de 1724. Sua gestão foi marcada por uma campanha contra a fraude e a corrupção no governo, e por uma reforma no sistema real de coleta de impostos. Ele tomou medidas para fortalecer a mita, o trabalho forçado dos indígenas nas minas de prata, e assim estimular a produção do metal. Sob a acusação de cunhar moedas falsas, ele mandou para a prisão o Conde de San Juan de Lurigancho e diretor da Casa da Moeda, além do responsável por examinar as moedas. Para combater o contrabando, em especial o de prata, Armendáriz reorganizou a Marinha e fortificou as áreas costeiras.
Ele também restabeleceu o sistema no qual os incas nobres que pudessem comprovar sua descendência fossem reconhecidos como Fidalgos de Castile. Essa medida causou agitação entre os indígenas pois todos queriam legitimar sua posição.
Em 1724, a sociedade em Lima descobriu uma exótica bebida, o café. Um popular fez o seguinte comentário, "A nova bebida é tão amarga quanto o novo vice-rei".

## Revoltas no Paraguai
Durante essa época a Revolta dos Comuneros estourou no Paraguai. O Governador, Diego de los Reyes Balmaceda, era um impopular defensor dos Jesuítas. Um antecessor do vice-rei Armendáriz, Carmine Nicolao Caracciolo, mandou um observador para lá em 1721 para averiguar a situação. O observador era José de Antequera y Castro. Este, entretanto, conseguiu o apoio dos comuneros, desafiando a autoridade real, prendeu Reyes Balmaceda e expulsou os jesuítas. Os jesuítas eram impopulares pois ofereciam abrigo aos indígenas protegendo-os do trabalho forçado. Antequera derrotou a força monárquica de Buenos Aires comandada por García Ros.
Em 1724, Armendáriz , agora como vice-rei em Lima, ordenou que o governador de Buenos Aires, Bruno Mauricio de Zabala, esmagasse a revolta e mandasse Antequera para ser julgado em Lima. Os seguidores de Antequera o abandonaram, e ele foi forçado a fugir para um convento em Cordoba em março de 1725. Antequera foi preso em Chuquisaca em Charcas, e levado para Lima. Lá, foi finalmente julgado e, em 1731, foi degolado. Apesar disso outra revolta estourou no Paraguai em 1730, liderada por Fernando Mompó de Zayas. O líder defendia a soberania do povo sobre o rei.
Armendáriz ainda enfrentou outras revoltas durante sua gestão. A primeira revolta dos Chiriguanos, liderada por Aruma, aconteceu em 1727. Em 1730 houve uma insurreição em Oropesa, sob a liderança de Mestizo Alejo Calatayud.

## Fim da era Armendáriz
Em fevereiro de 1736, doze anos após ter assumido o cargo, Armendáriz entregou o vice-reinado para José Antonio de Mendoza. Em seguida, o ex-vice-rei retornou para a Espanha e tornou-se capitão da guarda real. José de Armendáriz morreu em 1740 sem deixar descendentes.